# Uppsala Danscenter

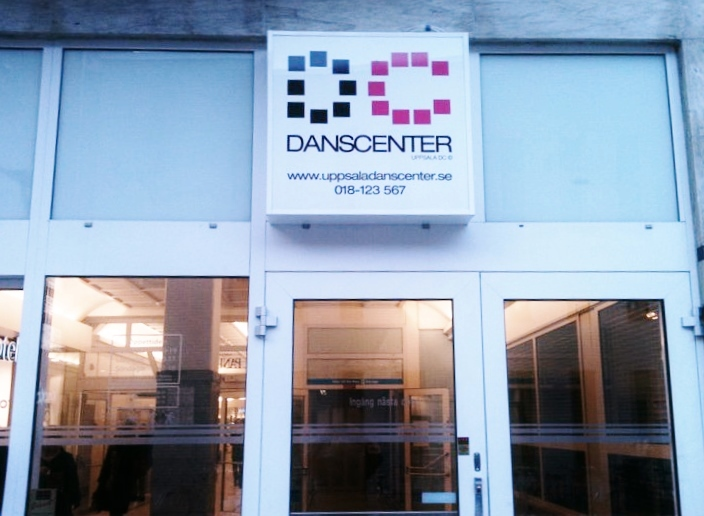
Uppsala Danscenter 2014

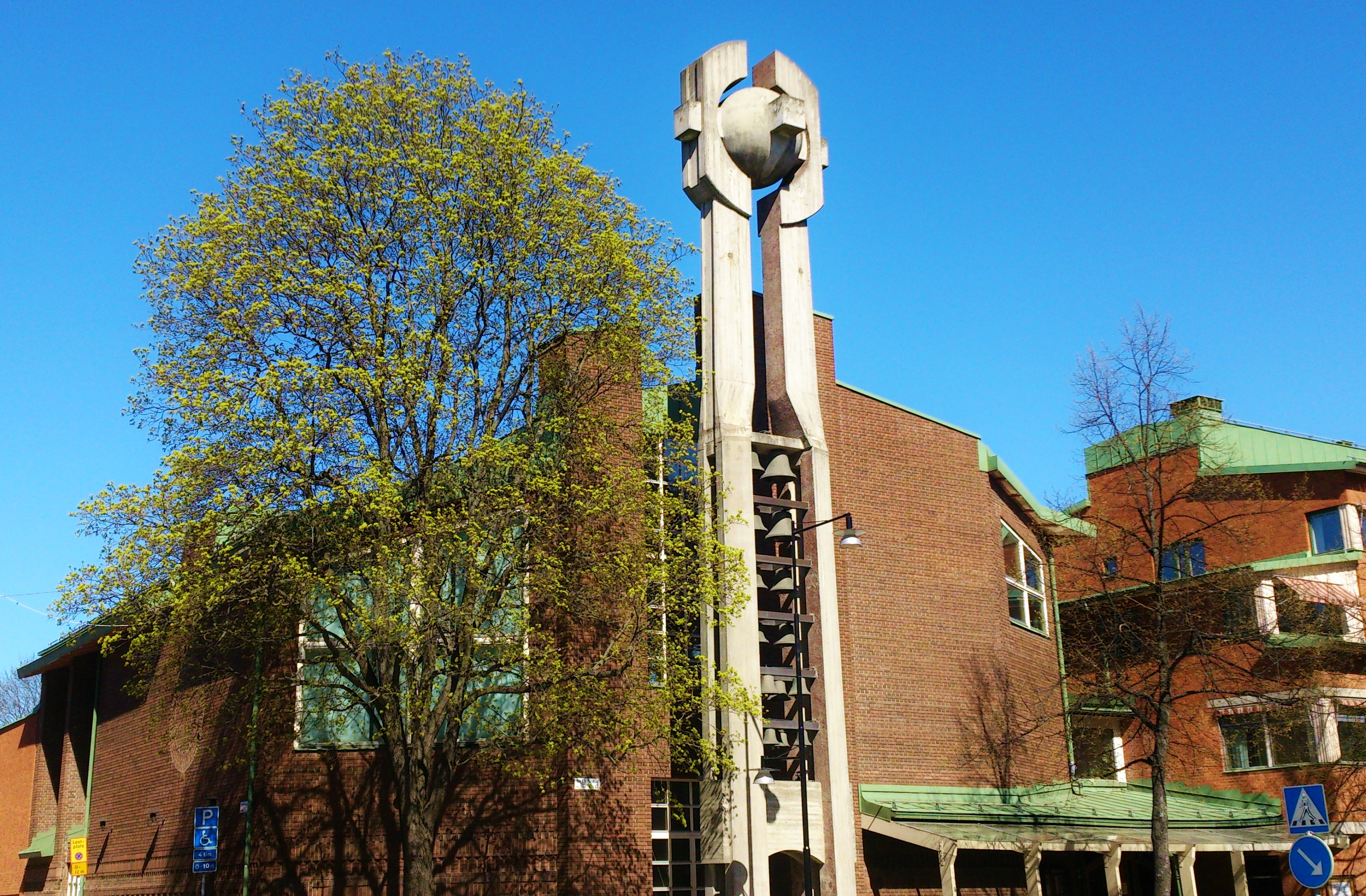
Missionskyrkan

Uppsala Danscenter (förkortat Uppsala DC eller bara DC) är Uppsalas största dansskola belägen i S:t Pergallerian i centrala Uppsala. Över 3000 danselever per år dansar allt från barndans, balett, disco, streetdans, salsa, orientaliskt, poledance och mycket mer. Med fler än 100 kurser per vecka, över 40 dansinstruktörer och 30 olika dansstilar räknas Uppsala Danscenter till några av Sveriges största dansskolor. Uppsala Danscenter grundades år 2006 av Alexander Karlsson, Carlos Andrei Lopez Gaete och Patric Ekström. Sedan 2007 arrangerar skolan i början av varje termin Uppsala Dansfestival, samt i samband med Kulturnatten i Uppsala. Varje år vid slutet av vårterminen har Uppsala Danscenter elevföreställningar för kurser i Musikens Hus.

## Historia
Uppsala Danscenter öppnade dörrarna till sin första dansstudio våren 2006 i Missionskyrkans lokaler på St Olofsgatan 40. Till en början var Uppsala Danscenter inriktad främst på salsa, men ju mer den växte desto fler kursutbud erbjöd den. Mot slutet av 00-talet expanderade skolan till lokaler i Tuna backar och intill Friskis & Svettis, Väderkvarn. I början av 2011 flyttade hela skolans verksamhet till de centrala lokalerna i S:t Persgallerian. Skolan bestämde att man skulle utökas med en egen fitness-gren inom pole dance. Den delen av Uppsala Danscenter håller nu till i Missionskyrkans källarvåning.